# Shammond Williams
Shammond Williams (nascut el 5 d'abril de 1975 a Nova York) és un exjugador de bàsquet nord-americà, nacionalitzat georgià.
Ha jugat a diferents equips de l'NBA i de l'ACB.